# Глохидий
Глохидии
Глохи́дий (от др.-греч. glochis — наконечник стрелы, шип) — паразитическая личинка пресноводных двустворчатых моллюсков семейства унионид (Unionidae). Представляет собой специализированный вариант личинки моллюсков — велигера. Глохидии ведут паразитический образ жизни; их хозяевами выступают рыбы, которые не только полностью обеспечивают паразитов питанием, но и способствуют расселению моллюсков. Особого ущерба рыбам-хозяевам глохидии не приносят.

## Описание
В зависимости от вида размеры глохидия составляют от 50 до 500 мкм. Глохидий снабжён двустворчатой раковиной, под которой залегает личиночная мантия, несущая по краю пучки чувствительных щетинок. Глохидий имеет зачатки некоторых внутренних органов взрослого моллюска: ноги, жабр и кишки, однако они лишены рта, анального отверстия и пищеварительного тракта. У глохидиев есть длинная клейкая нить, а створки раковины соединены подвижно и могут смыкаться под действием одного мускула-аддуктора.

## Заражение
Образ жизни рыб-хозяев определяет, как глохидии будут выброшены во внешнюю среду. Например, если рыбы-хозяева нерестятся на поверхности дна или питаются бентосом, то моллюски, глохидии которых паразитируют на этих рыбах, формируют на поверхности дна слизистые тяжи, содержащие глохидии. Ptychobranchus fasciolaris и Ptychobranchus greenii выпускают своих глохидиев во внешнюю среду в особых слизистых пакетах, называемых конглютинаты. Конглютинат имеет липкую нить, благодаря которой он прикрепляется к субстрату и не уносится водой. Иногда глохидии образуют плотные окрашенные скопления, похожие на червей, насекомых или мальков рыб. Заражение происходит, когда рыба заглатывает это скопление, а освободившиеся глохидии прикрепляются к их жабрам. Описан случай, когда моллюск привлекает к себе потенциальных рыб-хозяев выростом мантии, похожим на маленькую рыбку. Пока рыба рассматривает приманку, на неё выпускают целое облако глохидиев. В некоторых случаях моллюски демонстрируют очень высокую специфичность в выборе хозяина, однако чаще всего они могут использовать для развития личинок рыб разных видов.
У Anodonta раковины глохидиев снабжены крючковидными выростами. При контакте с телом рыбы створки раковины глохидия немедленно захлопываются. Сигналом для захлопывания служат специальные химические вещества, присутствующие в слизи рыб. Начальный контакт личинки и рыбы происходит за счёт клейкой нити. У других моллюсков глохидии не имеют крючьев и прикрепляются к жабрам рыб. Специальные клетки рыбы-хозяина мигрируют к прикрепившемуся глохидию и образуют вокруг него капсулу из соединительной ткани. Глохидий питается органическим материалом, который образуется при разрушении тканей рыбы фагоцитарными клетками, присутствующими в мантии личинки. Период паразитирования глохидия на рыбе составляет от 10 до 30 дней, иногда до нескольких месяцев. За это время личиночные структуры глохидия вроде сенсорных личинок мантии, личиночной нити, личиночного аддуктора и самой мантии личинки разрушаются и заменяются соответствующими структурами взрослого животного. После окончательного формирования моллюска он переходит к образу жизни, присущему взрослым двустворчатым.
Крупные пресноводные двустворчатые моллюски могут за год образовывать до 17 млн глохидиев, а на одной рыбе одновременно может сидеть до 3 тысяч личинок. Хотя мальки часто погибают от вторичной инфекции, связанной с заражением глохидиями, взрослым рыбам, судя по всему, глохидии не причиняют серьёзного вреда.